# Gut Obernfelde
Gut Obernfelde (niem. Gut Obernfelde) – zabytkowy dwór w Lübbecke, w powiecie Minden-Lübbecke (Nadrenia Północna-Westfalia).
Posiadłość po raz pierwszy wspomniana w dokumentach około 1540. Jednym z najstarszych właścicieli był rycerski ród Haddewigów z Lübbecke. W 1812 majątek przeszedł w ręce Franza Heinricha Krögera, który sprzedał go w 1818 baronowi Karlowi von der Recke auf Stockhausenowi. Rodzina von der Recke jest właścicielem dworu do dziś. Obiekt z mansardowym dachem pochodzi z końca XVIII w.. W dworze płycina z herbami Dietericha von der Recke Stockhausena (1583-1671), zmarłego w Lübbecke oraz jego żony Anny Margarethy  Westorff z rokiem 1623.

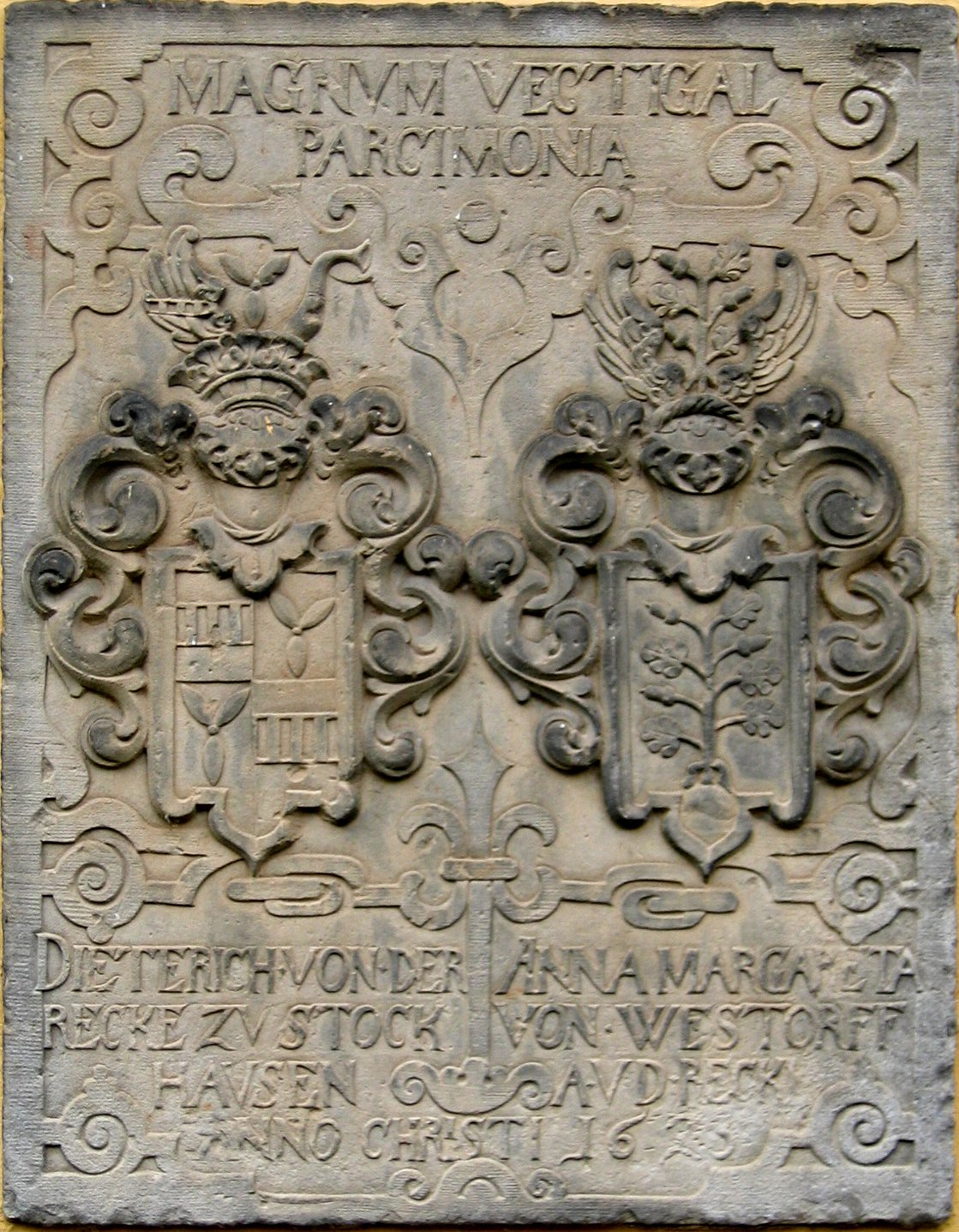
Płycina z herbami Recke, Westorff (1623)
Herb Dietericha von der Recke
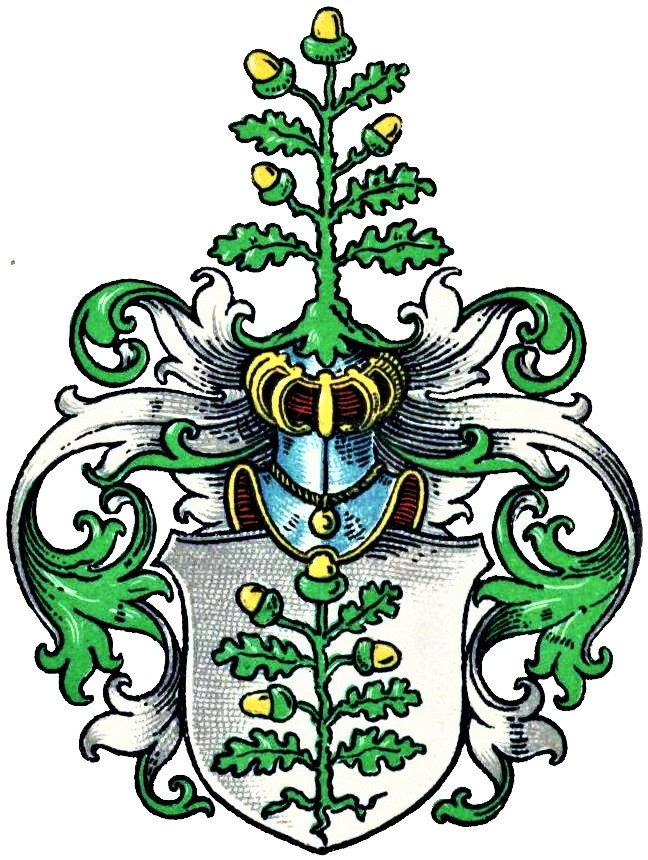
Herb Anny Margarethy Westorff